# Старая Синява
Ста́рая Синя́ва (укр. Стара Синява) (бывш. Синява) — посёлок, центр Старосинявской поселковой общины Хмельницкого района Хмельницкой области Украины.

## Географическое положение
Посёлок расположен на реке Иква.

## История
Поселение было основано в XVI веке под названием Синява (с середины XVI века получило современное название).
В 1543 году поселение получило магдебургское право.
Во второй половине XIV века тут была сооружена крепость — один из опорных пунктов польской шляхты на Подолье; в 1640 году построен Римско-католический костёл.
Во время восстания Хмельницкого 1648—1654 гг. жители активно включились в борьбу против польских угнетателей. В июле 1648 года казацкие отряды во главе с Максимом Кривоносом освободили городок. Старая Синява вошла в состав Брацлавского полка. Жители городка в составе войск Б. Хмельницкого принимали участие в битве под Пилявцами.
В 1702—1704 гг. жители участвовали в восстании Палия.
После второго раздела Речи Посполитой в 1793 году Старая Синява вошла в состав Российской империи, в 1797 году она стала волостным центром Литинского уезда Подольской губернии.

### 1918—1991

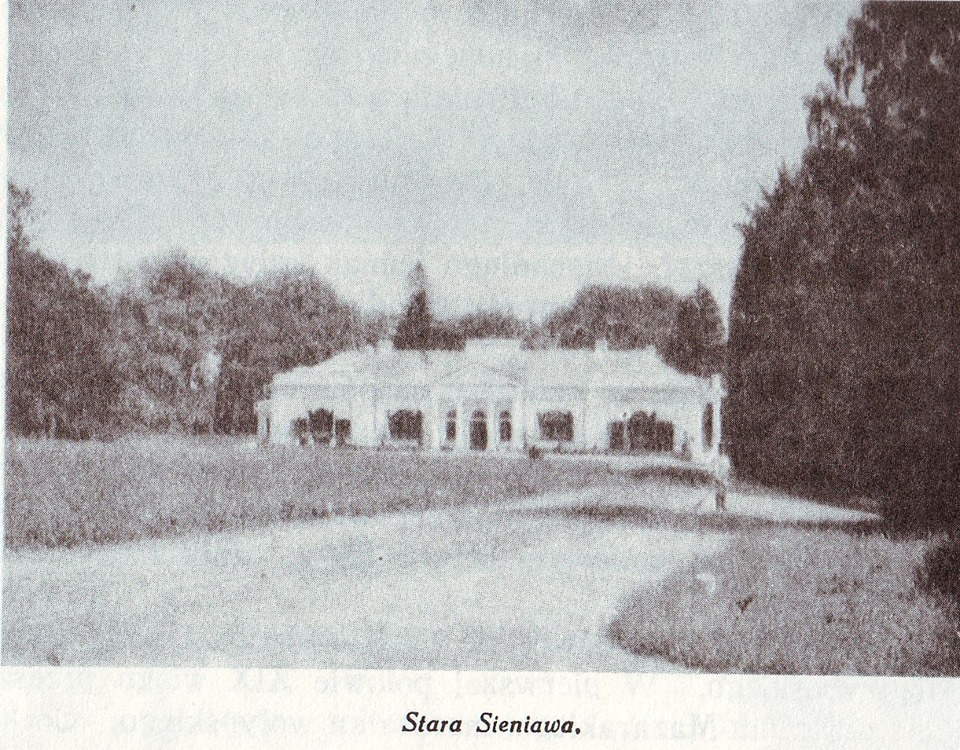
Старая Синява, 1928

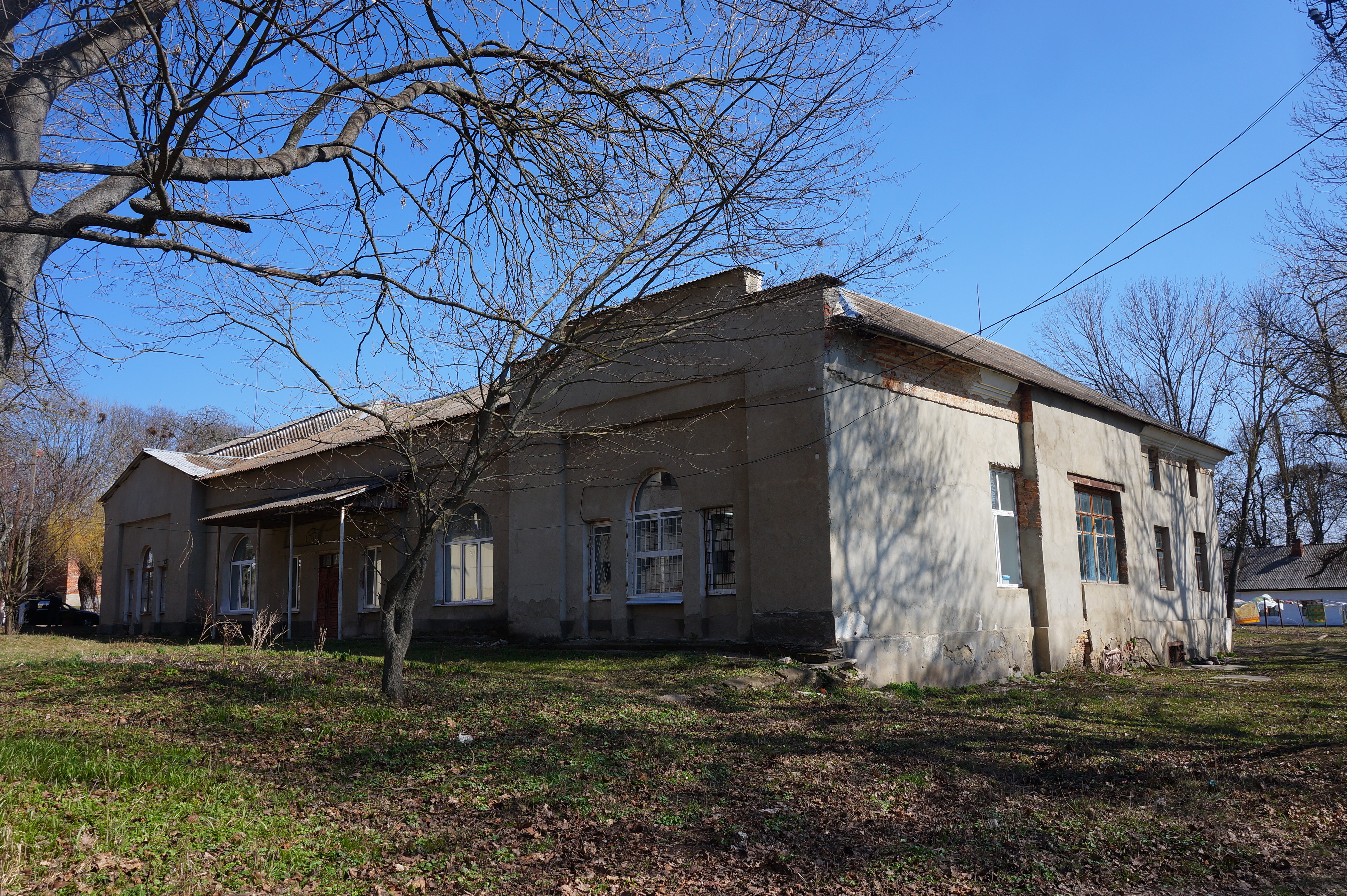
Дворец Денгора

В январе 1918 года здесь была установлена Советская власть, в дальнейшем село оказалось в зоне боевых действий гражданской войны.
В соответствии с административным делением 1923 года был сформирован Старосинявский район, который входил в Проскуровский округ. В феврале 1931 года Старосинявский район вошёл в состав Летичевского района. Постановлением ЦИК УССР от 26 февраля 1935 года район был восстановлен.
Значительную часть населения села (1237 человек по состоянию на 1939 год, то есть 21 %) составляли евреи. Во время Великой Отечественной войны село было оккупировано немецкими войсками и еврейская община была уничтожена: 19 августа 1941 года в котловане на север от сахарного завода были расстреляны полтысячи евреев, а летом 1943 года — ещё около 80. Кроме того, часть старосинявских евреев была казнена 23 июля 1942 года в Староконстантинове.
С 1956 года — посёлок городского типа. В 1957 году здесь действовали сахарный завод, совхоз по выращиванию сахарной свеклы, одна из двух районных МТС, колхозная электростанция, Дом культуры, средняя школа, семилетняя школа, кинотеатр и две библиотеки.
В 1959 году сёла южной части ликвидированного Остропольского района отошли к Старосинявскому району. Однако вскоре Старосинявский район снова был включён в состав Летичевского района. В декабре 1966 года Старосинявский район был воссоздан.
В 1983 году численность населения составляла 6,2 тыс. человек, здесь действовали сахарный завод, райсельхозтехника, райсельхозхимия, дом быта, комбинат бытового обслуживания, три общеобразовательные школы, музыкальная школа, больница, поликлиника, Дом культуры, две библиотеки и кинотеатр.

### После 1991
В мае 1995 года Кабинет министров Украины утвердил решение о приватизации находившихся здесь сахарного завода и райсельхозтехники, в июле 1995 года было утверждено решение о приватизации свеклосовхоза и птицесовхоза.
Также, в 1995 году в помещении дома культуры был открыт музей-диорама «Пилявецкая битва» (авторы диорамы художники Бесараба Л., Исаев А., Павлович Я., автор экспозиции Сергей Есюнин).

## Население
В январе 1989 года численность населения составляла 6471 человек.
По состоянию на 1 января 2023 года население составляло около 5 тысяч человек.

### Языковой состав
Родной язык населения по данным переписи 2001 года:
| Язык       | Численность, чел. | Доля     |
| ---------- | ----------------- | -------- |
| Украинский | 5 881             | 98,66 %  |
| Русский    | 64                | 1,07 %   |
| Другие     | 16                | 0,27 %   |
| Итого      | 5 961             | 100,00 % |

## Транспорт
Находится в 12 км от железнодорожной станции Адамполь на линии Староконстантинов-1 — Калиновка-1.

## Известные уроженцы
- Мила Нитич — певица